# Trogocryptoides brachyderus
Trogocryptoides brachyderus es una especie de coleóptero de la familia Salpingidae.

## Distribución geográfica
Habita en la India.